# Ken Johnson (baloncestista de 1962)
Kennet Howard "Ken" Johnson (Tuskegee, Alabama; 7 de noviembre de 1962) es un exjugador de baloncesto estadounidense. Con 2.03 de estatura, jugaba en la posición de pívot. 

## Equipos
- High School. Carver (Montgomery, Alabama).
- High School. Lanier (Montgomery, Alabama).
- High School. La Jolla, California.
- 1981-82 NCAA. University of Southern California
- 1982-83 No juega por cambio de universidad.
- 1983-85 NCAA. Michigan State University.
- 1985-86 NBA. Portland Trail Blazers.
- 1986-87 LEGA. ITA. Stefanel Trieste. 27 partidos
- 1986-87 Primera B. Cajamadrid.
- 1987-88 CBA. Albany Patroons.
- 1987-88 CBA. Charleston Gunners.
- 1988-89 CBA. Albany Patroons.
- 1989-90 LEGA. ITA. Irge Desio. 5 partidos
- 1989-90 ACB. Cajacanarias.
- 1990-91 ACB. Cajacanarias.
- 1991-92 ACB. Gran Canaria.
- 1993-94 Liga de Argentina. Peñarol Buenos Aires. 13 partidos
- 1993-94 CBA. Tri-City Chinook. Juega dos partidos.